# عبد الرحيم الزرقاني
عبد الرحيم الزرقاني (30 يوليو 1913 - 1 نوفمبر 1985)، مخرج مسرحي وممثل مصري، وهو من رواد الإخراج المسرحي في مصر بخاصًة في فترة الستينات. ولد في (30-7-1913) في قنا اسمه بالكامل (عبد الرحيم محمد عبد الغني الزرقاني) وهو شقيق كاتب السيناريو (علي الزرقاني).
تخرج في «المعهد العالي للفنون المسرحية» عام 1947. بحسب الكاتب المسرحي «ألفريد فرج» فقد كان «مخرجًا واقعًيا بسيطًا يصب غالب اهتمامه على إبراز معالم النص وعلى اختيار ممثل ذو أداء مناسب وعلى إضاءة حركة الممثل. وكان كان يحب اللغة العربية الفصحي إخراجًا وتمثيلًا» وكان «محافظا في بناء الإطار المسرحي من الديكور والملابس والأدوات المسرحية بواقعية طبيعية لاجتهاد بها».
كان من المعروف عنه دقته في التدقيق في مخارج الألفاظ والصوتيات والنص وبتمسكه الشديد بنصه الخاص وعدم سماحه لأي فرد بتبديل أي شيء في النص الذي استقر عليه لا حذفًا ولا إضافة. أخرج العديد من المسرحيات التي حققت نجاحًا كبيرًا بداية من مسرحية بداية ونهاية، في بيتنا رجل، عيلة الدوغري، سليمان الحلبي، ليلي والمجنون ونهاية بآخر أعماله المسرحية طائر البحر التي أخرجها في العام السابق لرحيله للمسرح القومي. إلى جانب موهبته الملموسة في الإخراج كانت له موهبته في التمثيل أيضا حيث قام ببطولة عشرين مسرحية أبرزها مسرحية أهل الكهف، بابا عايز يتجوز وتحت الرماد.
وكان أيضًا واحدًا من رواد العمل الإذاعي حيث قدم للإذاعة ما لا يقل عن ألفيّ بطولة إذاعية سواء كانت في شكل مسلسلات أو مسرحيات قام بإخراجها، ولعل إخراجه وتمثيله في عشرات المسرحيات المأخوذة من الأدب العالمي على إذاعة البرنامج الثقافي تدلّل على غنى لغته وبراعته في الأداء الإذاعي. شارك في عدد قليل من المسلسلات التليفزيونية من أبرزها (هارب من الأيام) و(محمد رسول الله). وفي السينما فقد شارك كممثل في عدد من الأفلام لعل أشهرها هو دوره كبائع الأخلاق في فيلم أرض النفاق واعترافات امرأة وزيارة سرية. توفي عام 1984 عن عمر يناهز الثانية والسبعين.

## روابط خارجية
- عبد الرحيم الزرقاني على موقع IMDb (الإنجليزية)
- عبد الرحيم الزرقاني على موقع الدهليز
- عبد الرحيم الزرقاني على موقع قاعدة بيانات الأفلام العربية
- عبد الرحيم الزرقاني على موقع ديسكوغز (الإنجليزية)
- عبد الرحيم الزرقاني على موقع قاعدة بيانات الفيلم (الإنجليزية)